# Type 4 Ha-To
Il Type 4 Ha-To è stato un semovente d'artiglieria progettato dall'Impero giapponese tra il 1943 e il 1944, allo scopo di dotare i reparti d'artiglieria dell'esercito di un mezzo semovente. Sullo scafo di un trattore d'artiglieria fu perciò montato un mortaio da 300 mm su un particolare affusto; il mezzo non ebbe però successo, in quanto poco economico e soprattutto superato dalla diffusione generalizzata di armi a razzo, di più rapida produzione.

## Storia

### Sviluppo e produzione
Verso la fine del 1943 l'Ufficio tecnico dell'esercito giapponese ordinò la progettazione di un mezzo che rendesse l'appoggio d'artiglieria più mobile e immediato. Con lo scopo di risparmiare sul tempo e sulle risorse, già limitate per lo sforzo bellico in corso, fu previsto di installare sullo scafo di un veicolo trasporto truppe cingolato un mortaio pesante Type 3 da 300 mm. Il prototipo venne comunque terminato soltanto alla fine del 1944 e consegnato all'Accademia di guerra imperiale; immatricolato come "Type 4 Ha-To", fu subito testato sul campo: durante le prove il nuovo sistema d'arma dette una buona impressione generale riuscendo a sparare le bombe fino alla distanza massima di 3 000 metri, nonostante l'elevazione non potesse andare oltre i 50° visto che il peso di 1 500 chili del mortaio avrebbe spostato troppo indietro il centro di gravità della piattaforma cingolata.
Definito dalla commissione militare come un mezzo efficace, del Type 4 fu ordinata una piccola preserie di ulteriori tre esemplari che fu completata prima che la guerra finisse.

### Impiego
I quattro veicoli rimasero di stanza nelle isole metropolitane del Giappone e nessuno fu utilizzato in battaglia. Questa scelta venne dettata dal costo della singola unità, ritenuto troppo elevato dai comandi, e dagli incoraggianti sviluppi registrati dalle armi lanciarazzi, oltretutto più economiche e rapide da fabbricare. Il progetto del Type 4 fu quindi bloccato allo stadio sperimentale.

## Caratteristiche
Le fonti sono in disaccordo sul tipo di cingolato selezionato. Una riporta che si trattava del trasporto truppe Type 4 Chi-So, spinto da un motore Mitsubishi diesel a 6 cilindri ed erogante 115 hp, dotato di un sistema di raffreddamento ad acqua. Questo mezzo poteva raggiungere la velocità massima su strada di 40 km/h e presentava una corazzatura spessa al massimo 25 mm; il treno di rotolamento era composto da sette ruote dotate di sospensioni a bracci oscillanti longitudinali con molle elicoidali: sei erano accoppiate e una era equipaggiata singolarmente. Il peso complessivo riportato è di 14,3 tonnellate. Una seconda fonte parla invece di un trattore d'artiglieria modello "Chi-So" oppure "Chi-Ke", equipaggiato con un diesel erogante 165 hp a 2 000 giri al minuto, dotato di corazzature da 8 mm e pesante 15 tonnellate. Inoltre riferisce la presenza di una mitragliatrice leggera Type 97 da 7,7 mm.
L'equipaggio addetto contava sette uomini. Il mortaio sistemato nel retro dello scafo era un Type 3 da 300 mm: il pezzo era in grado di sparare bombe da 170 chili e possedeva una gittata massima di 3 000 metri, limitata a causa dei succitati problemi di stabilità e sicurezza.